# Rally de Montecarlo
El Rally de Montecarlo (oficialmente Rallye Automobile Monte Carlo, Rally Automovilístico de Monte Carlo) es una prueba de rally que se organiza anualmente en el mes de enero desde 1911 por el Automobile Club de Monaco (ACM), quien también organiza el Gran Premio de Mónaco de Fórmula 1 y la Copa Kart de Mónaco. Se disputa prácticamente en territorio francés, concretamente en el sureste del país y en las regiones de Provenza-Alpes-Costa Azul, Ródano-Alpes y Languedoc-Rosellón. Solo en algunas ocasiones la prueba ha contado con tramos en territorio monegasco. La prueba ha sido puntuable para diferentes campeonatos internacionales como el Campeonato de Europa de Rally, el Intercontinental Rally Challenge y el Campeonato Mundial de Rally. 
Desde su inicio en 1911, esta carrera que se compite sobre asfalto y nieve y bajo condiciones difíciles, tiene un importante papel en la prueba de las últimas mejoras e innovaciones para automóviles. Aquel que gana la carrera adquiere gran reputación y publicidad. Desde 1973, la carrera se ha celebrado en enero, y se recorren alrededor de 1.461 kilómetros en 15 etapas.
Ya desde la década de 1920 estuvo abierto a la participación femenina, estableciéndose desde 1927 un premio para equipos de pilotos formados por mujeres denominado la «Coupe des Dames».
Desde la creación del Campeonato Mundial de Rallye en 1973, ha estado presente en el campeonato, exceptuando en 1996, y abriendo casi siempre la temporada, hasta el año 2009 que pasó a ser puntuable para el IRC regresando de nuevo al mundial en 2012.
Desde 2009 se celebra también el Rally Montecarlo de Energías alternativas (Rallye Monte Carlo des Véhicules à Energie Alternative) puntuable para la Copa ecoRally de la FIA y desde 1998 el Rally de Montecarlo Histórico (Rallye Monte-Carlo Historique).

## Historia

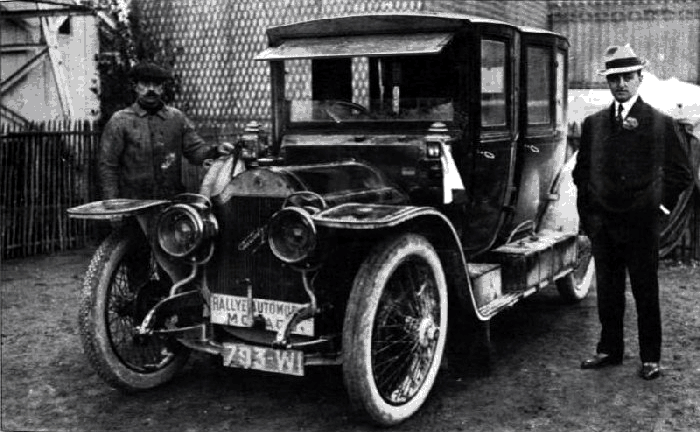
1911: Henri Rougier, vencedor de la primera edición del Monte Carlo.

A finales del siglo XIX y principios del XX, se realizaron las primeras carreras de vehículos por el continente europeo. En aquellos años la ciudad de Montecarlo competía con otras ciudades por ser la atracción turística. De esta manera surgió la idea de crear una competición automovilística, teniendo como meta la ciudad monegasca, con el objetivo de atraer el turismo durante el invierno. La primera carrera se hizo en 1911 y fue posiblemente la primera carrera en recibir el nombre de rally.

### Primeras ediciones
En 1911 se organizó el primer Rally de Montecarlo, (la primera y segunda edición se llamó Rally de Mónaco) organizado por Antony Noghès, hijo del presidente del Club Sport Velocipèdique et Automobile de Monaco, Alexandre Noghès, para atraer a los turistas a la ciudad durante el invierno. En esa primera edición partieron veinte participantes desde diferentes puntos de Europa teniendo como meta la ciudad de Montecarlo: dos de Ginebra, nueve de París, uno de Boulogne, dos de Viena, cuatro de Bruselas y dos de Berlín, entre los que se encontraba un capitán del ejército alemán llamado Von Esmach que llegó primero con una semana de adelanto respecto al segundo, realizando una media de 22,6 km/h. Para compensar las diferencias de distancia partieron en días distintos y todos con la mítica placa roja que los identificaba como corredores de la prueba. Para decidir el vencedor se realizó una suma de puntos en función del tiempo empleado y otros factores menos objetivos como el estado del vehículo, número de ocupantes, etc. Tras dos días de deliberaciones del jurado se otorgó la victoria al francés Henri Rougier, por lo que el alemán Von Esmach que había llegado primero y ni siquiera estaba entre los cinco primeros, reclamó la decisión del jurado, hecho que causó gran revuelo y dio publicidad al rally para la segunda edición.

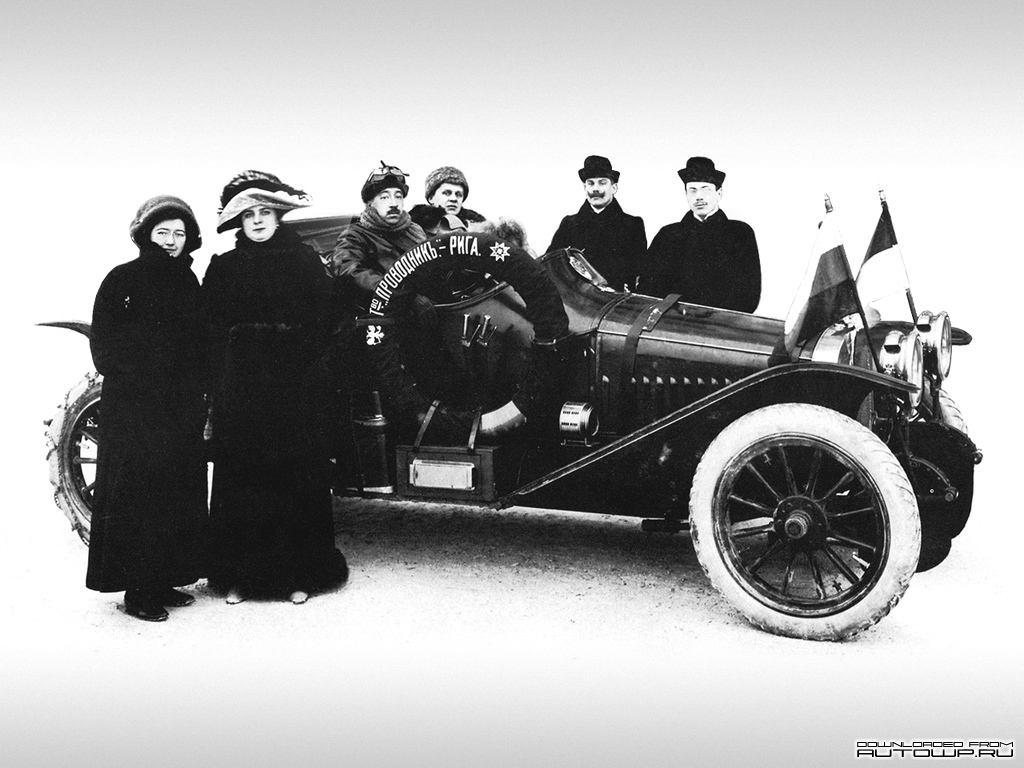
1912: El ruso Nagel antes del inicio de la segunda edición.

La segunda edición se celebró en 1912 y contó con 67 participantes. Partieron: veintidós de París, dos de Turín, ocho de Ginebra, seis de Le Havre, uno de Boulogne, cuatro de Ámsterdam, seis de Berlín, cuatro de Bruselas, trece de Viena y el ruso Nagel que partió desde San Petersburgo a bordo de un Ruso-Balt. La travesía de Nagel, refleja muy bien lo duras y diferentes que eran aquellas primeras ediciones del Monte Carlo con respecto a la actualidad. Partió el 13 de enero, en pleno invierno desde San Petersburgo, junto a su mecánico y a bordo de un Ruso-Balt realizando 3.267 km y soportando bajas temperaturas y peligros como la presencia de lobos. Los primeros kilómetros los realizó detrás de un tractor que le abría el camino entre la nieve, no pudo meter la segunda marcha hasta el kilómetro noventa, paraba cada dos horas para comer y dormir, cambiaba el aceite cada 500 kilómetros después de descongelarlo al fuego y dormía con la dinamo entre la ropa para evitar que se congelara. Llegó a Mónaco el 21 de enero, de primero y realizando una media de 16,7 km/h, aunque fue relegado a la novena plaza, entre otras cosas por el mal estado del vehículo. En esta ocasión hubo más protestas y para evitar males mayores se decidió no convocar más ediciones en 1913 y 1914. Luego la prueba se paralizó debido a la Primera Guerra Mundial.
La tercera edición no fue hasta 1924 en la que Noghès, presentó un reglamento más claro y mejorado. La inscripción en esta ocasión fue baja y se organizó una prueba de velocidad no válida para la clasificación final a la que se apuntaron todos los participantes.

### Años treinta
En 1925 se organizó una carrera en cuesta a la Turbie con pruebas de habilidad, aceleración, frenada, cambios de rueda, etc. En la década de los años 1930 se realizó una prueba de velocidad donde actualmente se disputa el Gran Premio de Mónaco de Fórmula 1, sin embargo el reglamento no dejó de alimentar polémicas por su falta de claridad, con todo el Monte Carlo se consolidaba. Con los años esas pruebas empezaron a contar más para la clasificación final, que la elegancia y el estado de los vehículos.

En 1939 la prueba se volvió a paralizar debido a la Segunda Guerra Mundial y se recuperó en 1949. Curiosamente esas dos ediciones separadas por diez años, las ganó el mismo piloto y con el mismo vehículo: Jean Trévoux con un  Hotchkiss.
Las nuevas normas presentadas por Noghès tras la guerra, cambiaron el formato y el rally comenzó en Mónaco.

### Décadas 50 y 60
En 1951 contó con una inscripción de 362 participantes de los cuales 337 tomaron la salida, 281 quedaron clasificados y 111 cruzaron la meta sin penalizaciones. El ganador fue el equipo francés formado por Jean Trevoux y Crovetto conduciendo un Delahaye, segundo fue el portugués Conde del Monte Real a bordo de un Ford y tercero fue el equipo inglés formado por Yard y Young que pilotaban un Jaguar.
En 1953, nació el Campeonato de Europa de Rally y el Montecarlo se incluyó en el calendario, año en el que la prueba contó con más de mil solicitudes de inscripción, abriéndolo siempre en el mes de enero. Hasta 1958 su éxito fue en aumento, con inscripciones elevadas. En la prueba se daban cita pequeños y grandes vehículos donde podían competir codo con codo. En 1958 ganó un Dauphine de tan solo 850 cc, más tarde los Saab se impondrían y luego los Mini del equipo BMC.
La prueba mantuvo el formato clásico, hasta que en 1962 introdujo por primera vez tramos cronometrados.

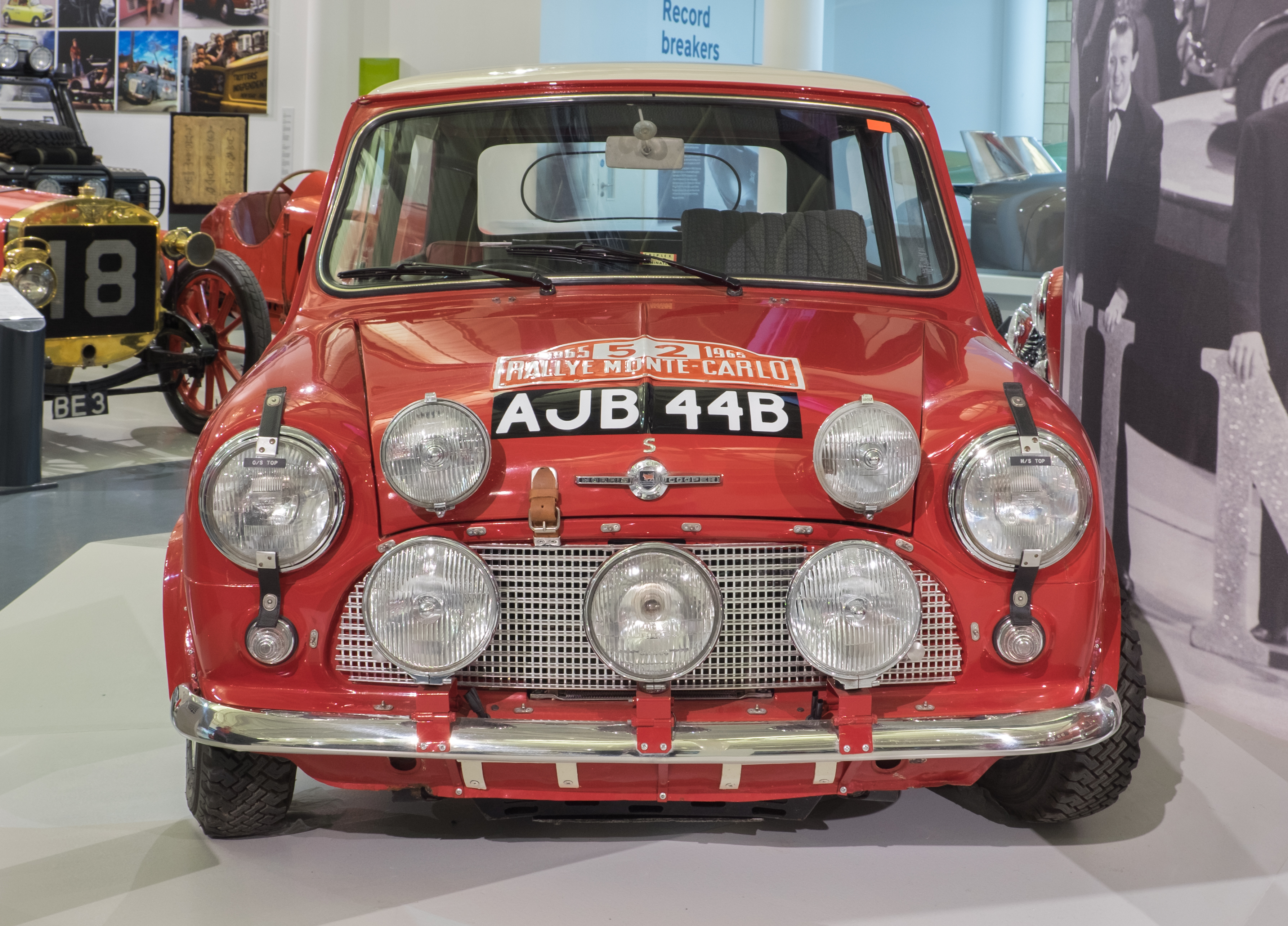
Mini Cooper S vencedor de las ediciones 1964, 1965 y 1967.

En 1966 el escándalo salpicó la prueba. El equipo de Mini, la British Motor Corporation (BMC), que ya había ganado en 1964 y en 1965 con el Mini Cooper S, consiguió colocar a sus tres pilotos en la primera, segunda y cuarta posición, que junto al Ford Cortina de Roger Clark, fueron descalificados por usar faros halógenos. La victoria fue para Pauli Toivonen con un Citroën DS. La prensa británica hizo correr ríos de tinta por el asunto calificando a los organizadores de parcialidad. Con todo, el Mini repitió victoria al año siguiente en 1967.

### Década 70
En 1970 entra en el Campeonato Internacional de Marcas, prueba que se disputaría hasta 1972 y en 1973 en el Campeonato Mundial de Rally. En la década de los 70 Lancia dominaría la prueba con el Lancia Stratos dejando tan solo dos victorias a Porsche y dos a Alpine.

#### Campeonato Mundial de Rally
En 1973, primer año en celebrarse el Campeonato Mundial de Rally la prueba pasa a ser puntuable para dicho campeonato, abriendo el calendario, hecho que repetiría hasta 2008, exceptuando en 1974 que fue cancelado y en 1996 por ser solo puntuable para el Campeonato de 2 litros. En los años 80 el alemán Walter Röhrl ganó cuatro ediciones con diferentes coches. 1987 supuso el fin del Grupo B dando lugar a un período de dominio de Lancia que ganaría en cinco ocasiones.
El rally mantuvo su formato clásico: una etapa de concentración, un recorrido de 1000 km por los Alpes y una última de clasificación que corrían solo los 100 mejores que incluía la "noche del Turini", tramo clásico donde los aficionados se apostaban en las cunetas durante toda la noche viendo pasar los vehículos 2 o 3 veces.
En los años 90 la prueba sufrió los cambios realizados por la FIA; desaparece el recorrido de concentración, se acortó el kilometraje y se prohibió correr de noche.
Entre 1999 y 2001 el piloto finlandés Tommi Mäkinen ganaría la prueba en todas sus ediciones y posteriormente el francés Sebastien Loeb batería el récord de victorias ganando en cinco ocasiones, entre 2003 y 2008.

#### Coupe des Dames
La participación de mujeres en el rally data de la década de 1920. En 1924 aparece una mención a "Madame Repusseau" acompañando a su marido, y un año después, "Madame Mertens" (hasta ahora no se ha encontrado el nombre) acompañada de su marido, realizando todo el camino desde Túnez en un Lancia Lambda abierto obtuvo el segundo lugar. "Madame Marika" (tampoco se conoce su apellido), Mildred Bruce, Lucy O’Reilly Schell, Kitty Brunell, Charlotte Versigny, Germaine Rouault, o Mme Y. Simon no solo disputaron la "Coupe des Dames" (desde 1927, para equipos exclusivamente femeninos), sino que algunas de ellas terminaron entre las tres primeras de la general absoluta. Figuras como la piloto noruega Greta Molander (1908-2002), que desde 1933 participó en un total 18 ediciones, marcó una época, ganando la copa en 1937 y 1952.

### SigloXXI

#### IRC
En la temporada 2009, la prueba desapareció del calendario mundialista y pasó a ser puntuable del Intercontinental Rally Challenge. En 2010 y 2011 el rally formó parte de este campeonato. En 2011, el Rally de Monte Carlo cumplió cien años y el Club Automovilístico de Mónaco publicó una edición limitada sobre la historia de la prueba.

#### Regreso al WRC
En 2012 el Monte Carlo regresó al calendario del mundial abriendo el calendario como llevaba haciendo desde años atrás. Sebastien Loeb, venció en la prueba, con la que ya son seis las victorias alcanzadas en Montecarlo por el francés.

## Características

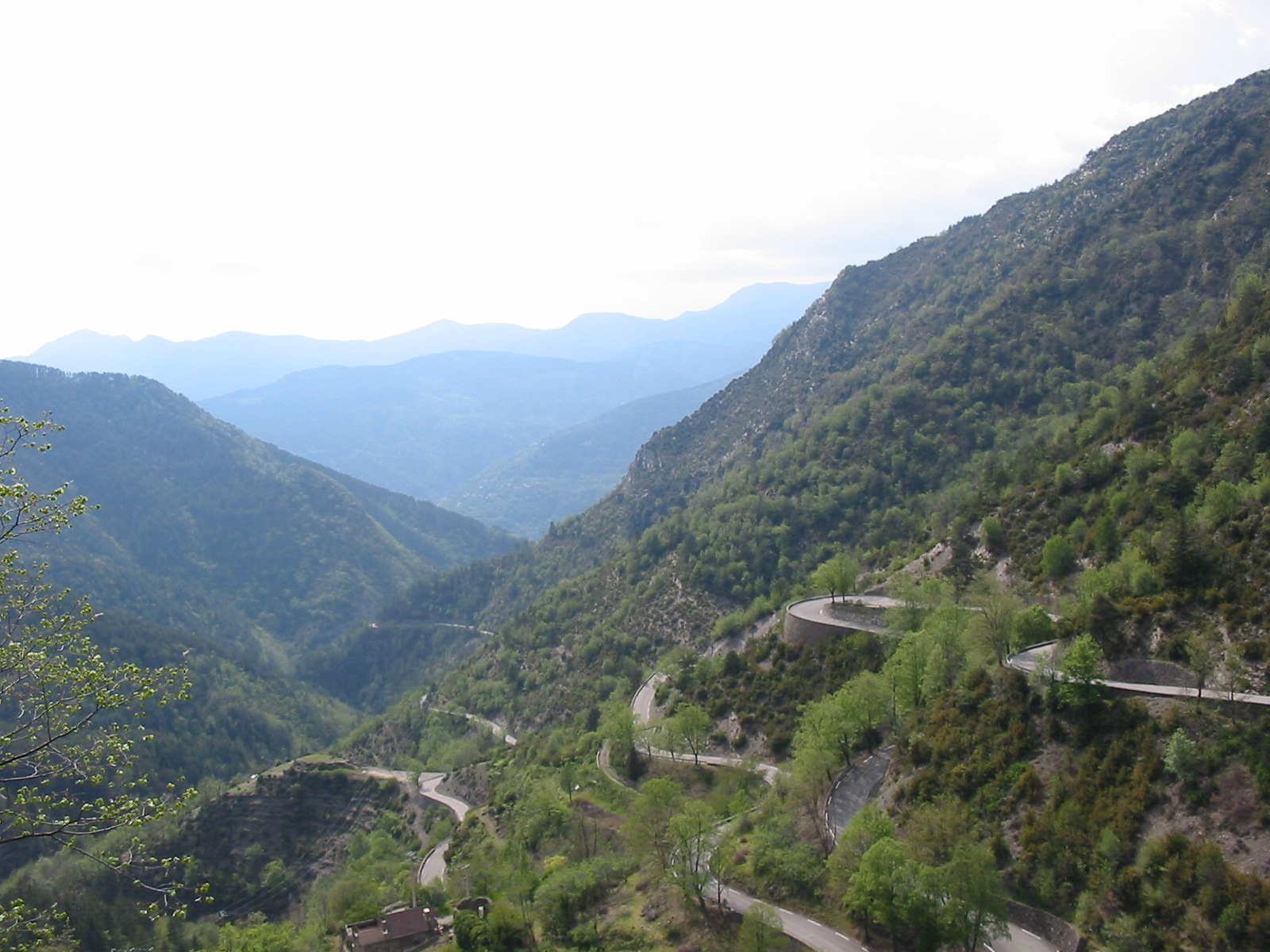
Col de Turini

Este rally se compite sobre asfalto y hielo, siempre en el mes de enero. Sus tramos son sinuosos, muy técnicos y rápidos.

### Col de Turini
Uno de los tramos más conocidos del Montecarlo es el Col de Turini, que transcurre por el puerto de montaña del mismo nombre, en la cordillera de los Alpes marítimos. También es conocido como "la noche del Turini", debido a que durante muchos años se corría durante la noche donde los aficionados se situaban a lo largo de los tramos al calor de hogueras para soportar la fría noche.
Tiene una longitud aproximada de 32 km, y se disputa entre las localidades de Sospel y La Bollène, generalmente, aunque también a la inversa.
Es un tramo muy sinuoso, con una infinidad de curvas muy cerradas que se suceden. El récord de velocidad lo tiene Petter Solberg con un Subaru Impreza WRC en 2002 con una media obtenida de 89,4 km/h.

## Palmarés

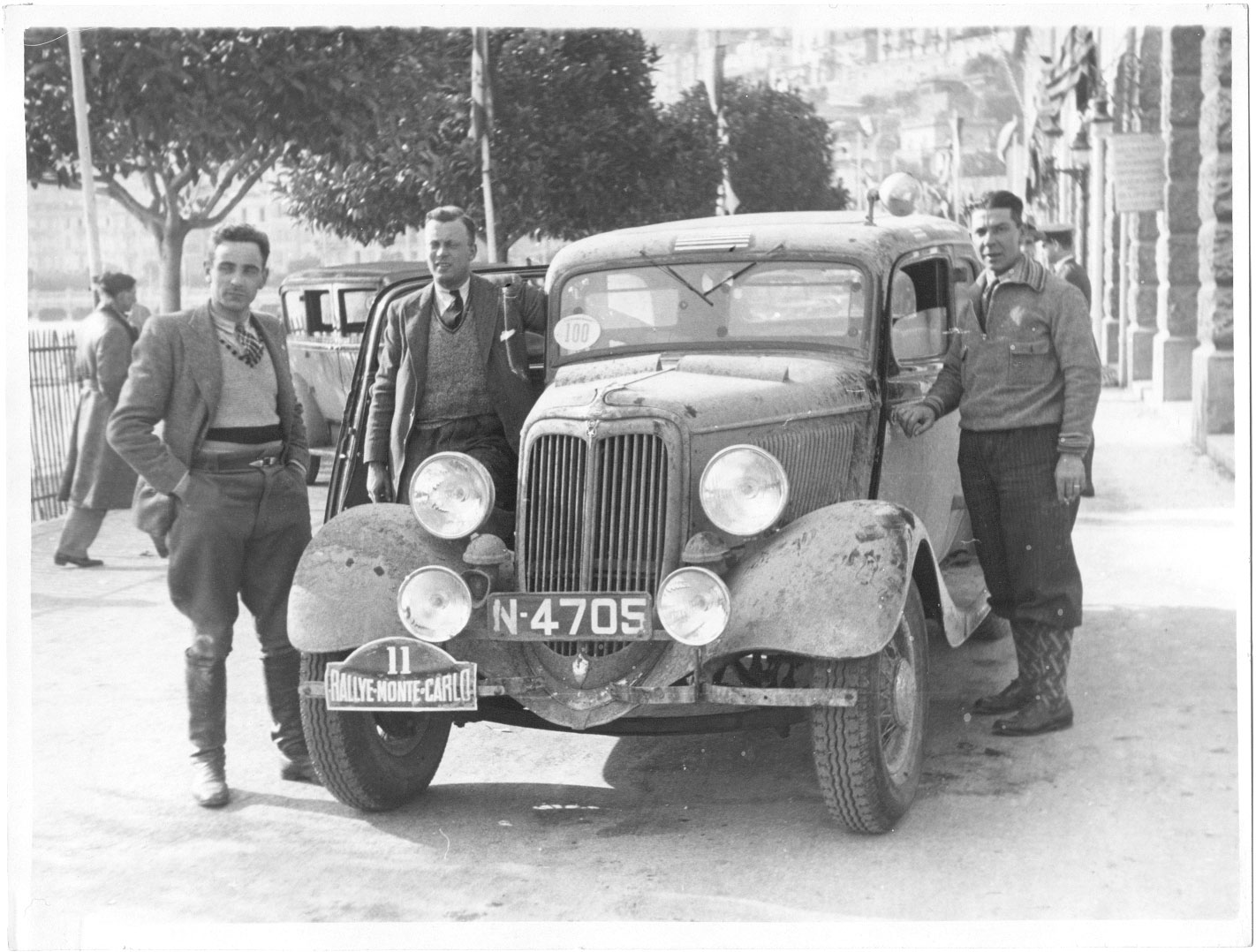
1934: 13.ª edición

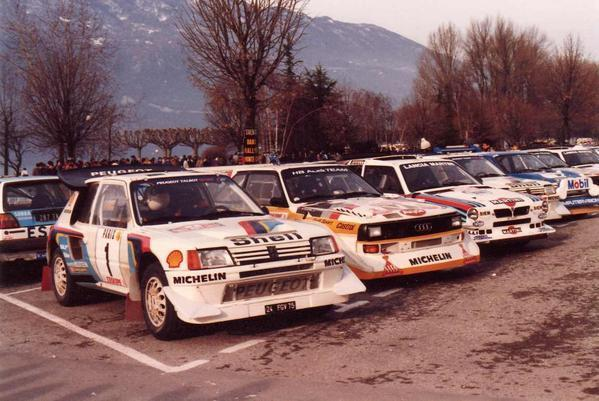
Parque cerrado de la edición de 1986.

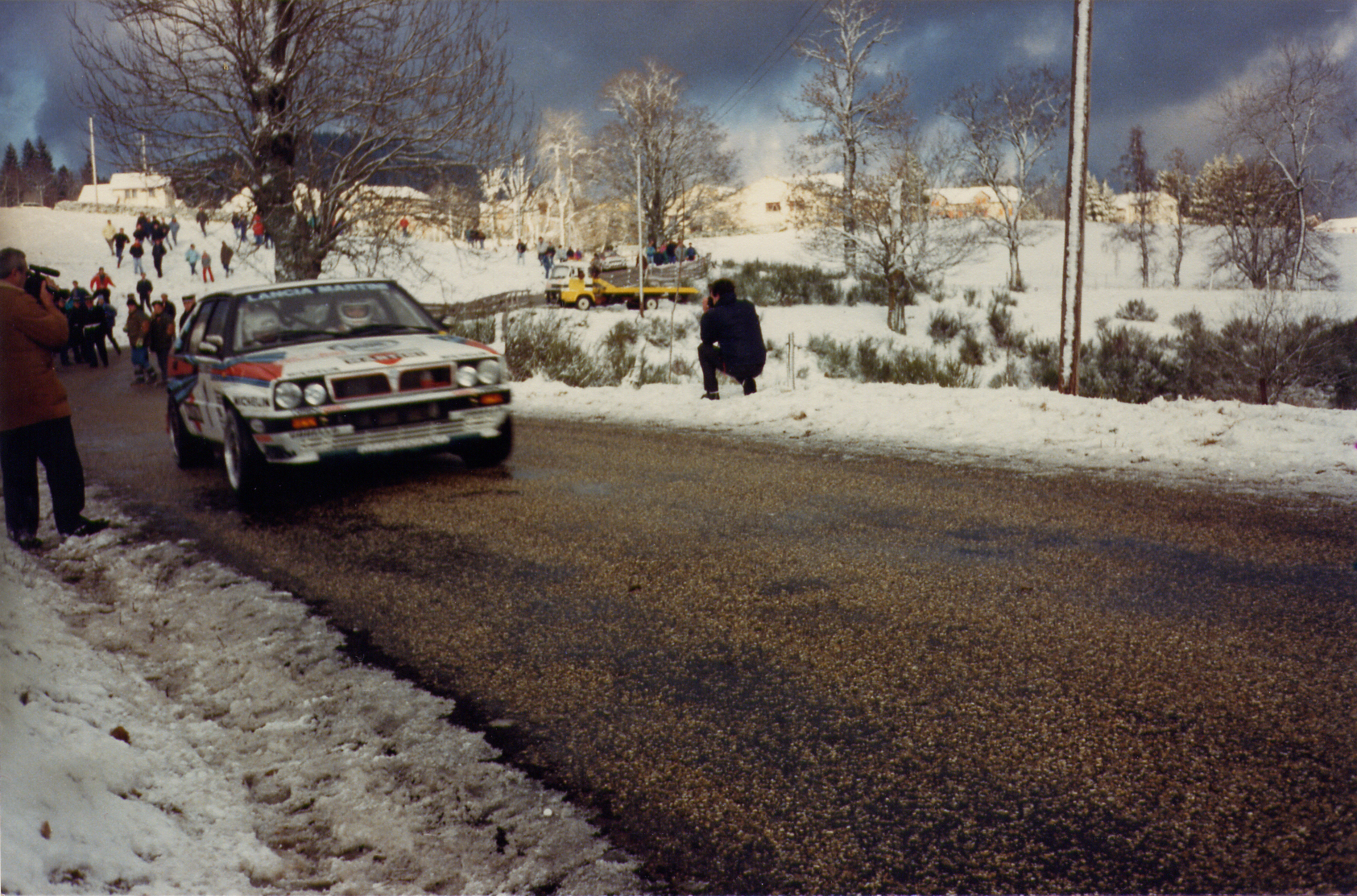
Bruno Saby en 1989.

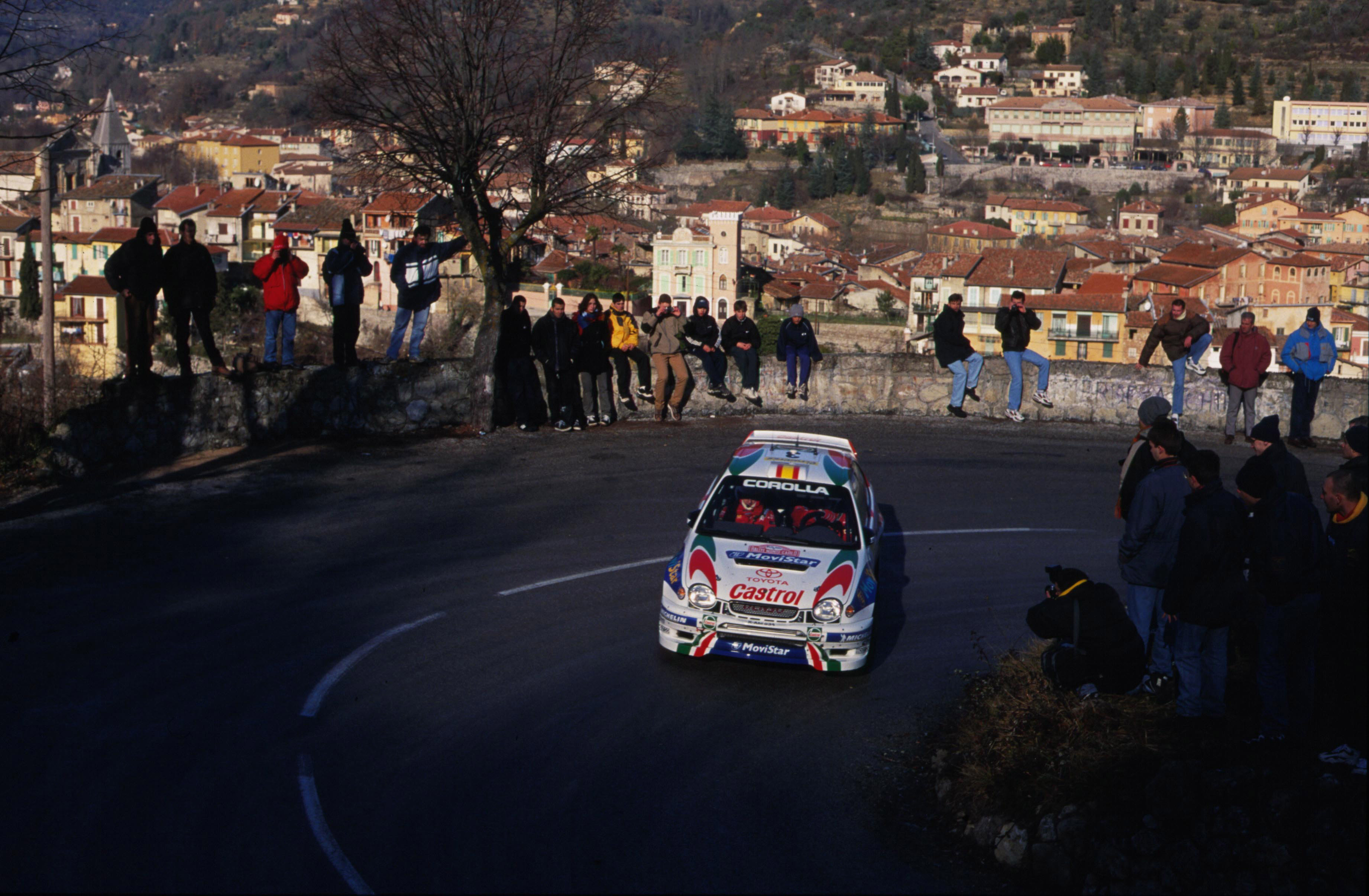
Carlos Sainz en 1999.

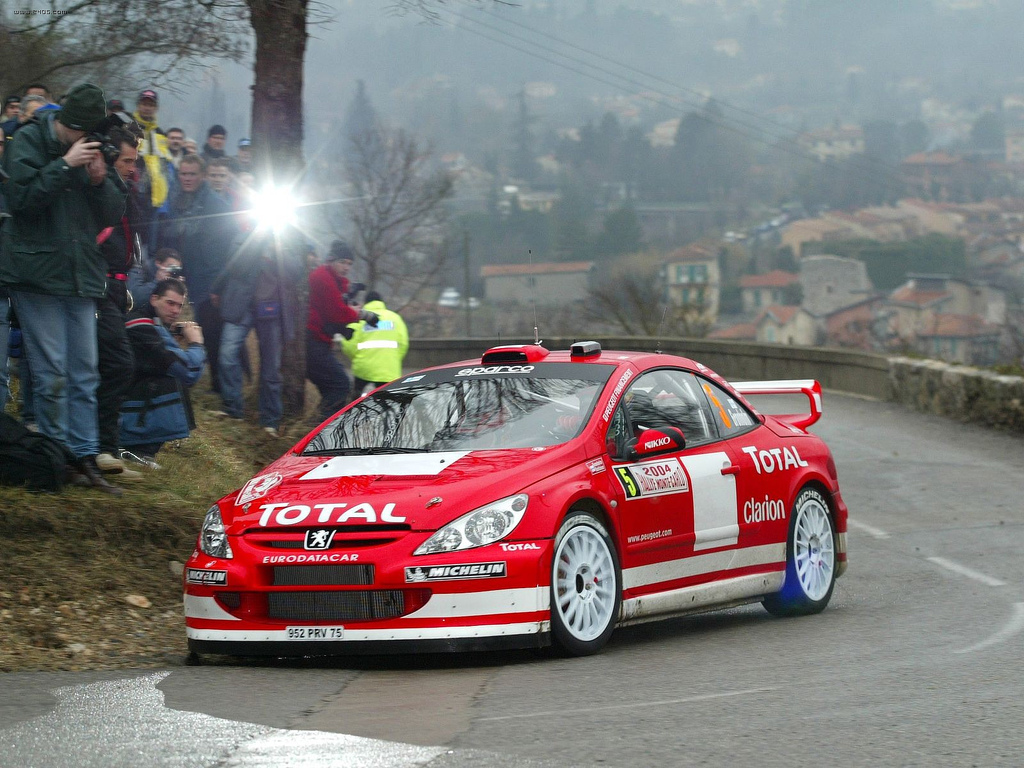
Marcus Grönholm en 2004.

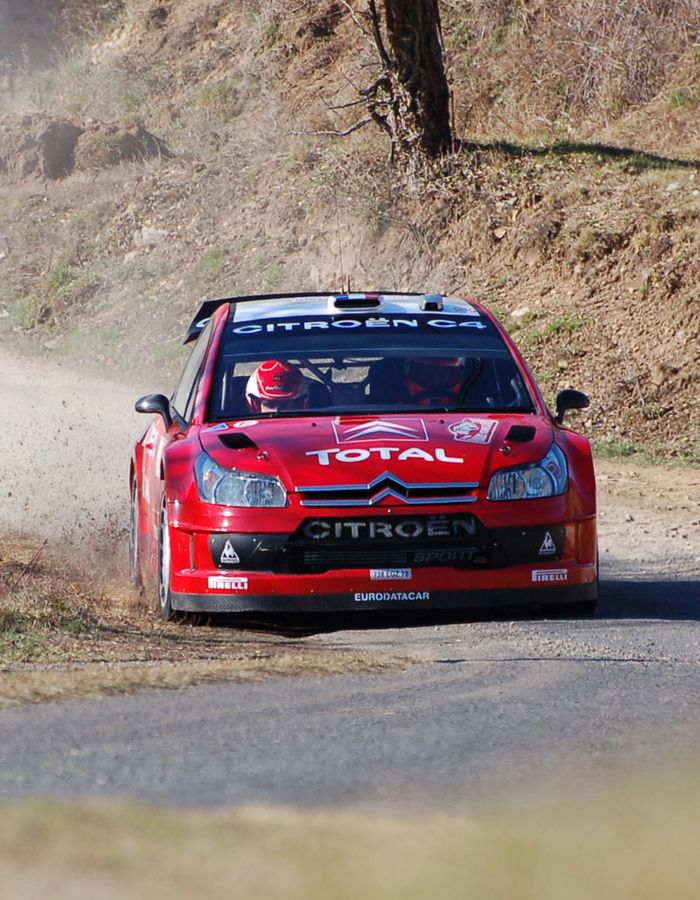
Citroën C4 de Sebastien Loeb en 2008. El piloto francés ha ganado en 6 ocasiones el Monte Carlo.

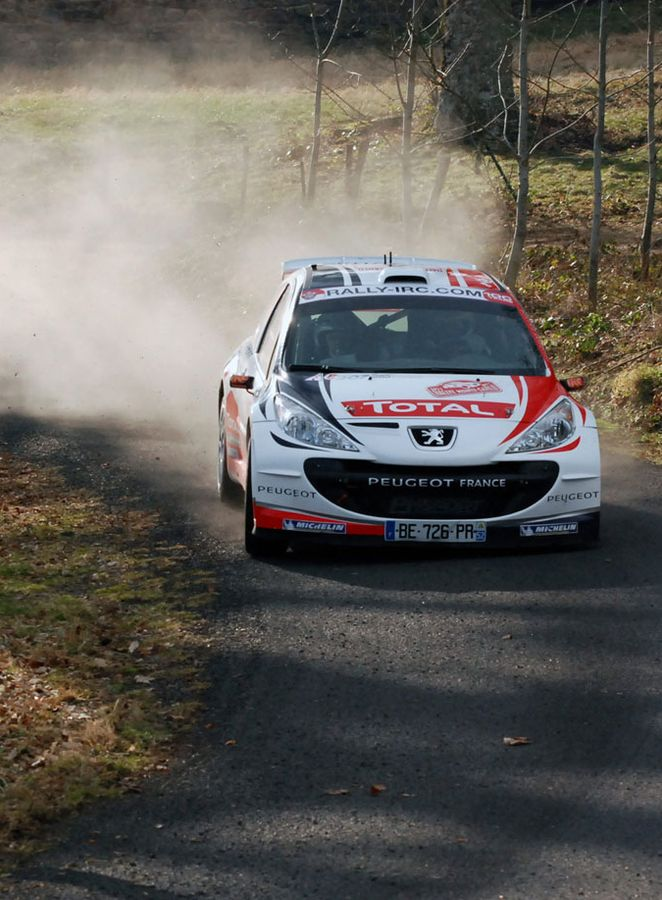
Bryan Bouffier vencedor en 2011, último año en el IRC.

| Año                                             | Edición                                       | Piloto                                        | Copiloto                                      | Vehículo                                      | Series                                        |
| ----------------------------------------------- | --------------------------------------------- | --------------------------------------------- | --------------------------------------------- | --------------------------------------------- | --------------------------------------------- |
| 1911                                            | 1ème Rally Automobile Mónaco                  | Henri Rougier                                 |                                               | Turcat-Mery 25 HP                             |                                               |
| 1912                                            | 2ème Rally Automobile Mónaco                  | Jules Beutler                                 |                                               | Berliet 16 HP                                 |                                               |
| Entre 1913 y 1923 no se celebró                 |                                               |                                               |                                               |                                               |                                               |
| 1924                                            | 3ème Rallye Automobile Monte-Carlo            | Jacques Edouard Ledure                        |                                               | Bignan 11CV                                   |                                               |
| 1925                                            | 4ème Rallye Automobile Monte-Carlo            | François Repusseau                            |                                               | Renault 40CV                                  |                                               |
| 1926                                            | 5ème Rallye Automobile Monte-Carlo            | Victor A. Bruce                               | W J Brunell                                   | Autocarrier                                   |                                               |
| 1927                                            | 6ème Rallye Automobile Monte-Carlo            | Lefebvre                                      | Despaux                                       | Amilcar                                       |                                               |
| 1928                                            | 7ème Rallye Automobile Monte-Carlo            | Jacques Bignan                                |                                               | Fiat                                          |                                               |
| 1929                                            | 8ème Rallye Automobile Monte-Carlo            | Sprenger van Euk                              |                                               | Graham-Paige                                  |                                               |
| 1930                                            | 9ème Rallye Automobile Monte-Carlo            | Hector Petit                                  |                                               | Licorne                                       |                                               |
| 1931                                            | 10ème Rallye Automobile Monte-Carlo           | Donald Healey                                 | Lewis Pearce                                  | Invicta                                       |                                               |
| 1932                                            | 11ème Rallye Automobile Monte-Carlo           | Maurice Vaselle                               | Duhamel                                       | Hotchkiss                                     |                                               |
| 1933                                            | 12ème Rallye Automobile Monte-Carlo           | Maurice Vaselle                               |                                               | Hotchkiss                                     |                                               |
| 1934                                            | 13ème Rallye Automobile Monte-Carlo           | Louis Gas                                     | Jean Trévoux                                  | Hotchkiss                                     |                                               |
| 1935                                            | 14ème Rallye Automobile Monte-Carlo           | Christian Lahaye                              | René Quatresous                               | Renault                                       |                                               |
| 1936                                            | 15ème Rallye Automobile Monte-Carlo           | Ion Zamfirescu                                | P.G. Cristea                                  | Ford                                          |                                               |
| 1937                                            | 16ème Rallye Automobile Monte-Carlo           | René Lebègue                                  | Julio Quinlin                                 | Delahaye                                      |                                               |
| 1938                                            | 17ème Rallye Automobile Monte-Carlo           | G. Baker Schut                                | Karelton                                      | Ford                                          |                                               |
| 1939                                            | 18ème Rallye Automobile Monte-Carlo           | Jean Trévoux                                  | Marcel Lesurque                               | Hotchkiss                                     |                                               |
| 1939                                            | 18ème Rallye Automobile Monte-Carlo           | Jean Paul                                     | Marcel Çontet                                 | Delahaye                                      |                                               |
| Entre 1940 y 1948 no se celebró                 |                                               |                                               |                                               |                                               |                                               |
| 1949                                            | 19ème Rallye Automobile Monte-Carlo           | Jean Trévoux                                  | Marcel Lesurque                               | Hotchkiss                                     |                                               |
| 1950                                            | 20ème Rallye Automobile Monte-Carlo           | Marcel Becquart                               | Henri Secret                                  | Hotchkiss                                     |                                               |
| 1951                                            | 21ème Rallye Automobile Monte-Carlo           | Jean Trévoux                                  | Roger Crovetto                                | Delahaye                                      |                                               |
| 1952                                            | 22ème Rallye Automobile Monte-Carlo           | Sydney Allard                                 | George Warburton                              | Allard                                        |                                               |
| 1953                                            | 23ème Rallye Automobile Monte-Carlo           | Maurice Gatsonides                            | Peter Worledge                                | Ford Zephyr                                   | EUR                                           |
| 1954                                            | 24ème Rallye Automobile Monte-Carlo           | Louis Chiron                                  | Ciro Basadonna                                | Lancia Aurelia GT                             | EUR                                           |
| 1955                                            | 25ème Rallye Automobile Monte-Carlo           | Per Malling                                   | Gunnar Fadum                                  | Sunbeam Talbot                                | EUR                                           |
| 1956                                            | 26ème Rallye Automobile Monte-Carlo           | Ronnie Adams                                  | Frank Biggar                                  | Jaguar Mk VII                                 | EUR                                           |
| 1957 Carrera suspendida por la Guerra del Sinaí |                                               |                                               |                                               |                                               |                                               |
| 1958                                            | 27ème Rallye Automobile Monte-Carlo           | Guy Monraisse                                 | Jacques Feret                                 | Renault Dauphine                              | EUR                                           |
| 1959                                            | 28ème Rallye Automobile Monte-Carlo           | Paul Coltelloni                               | Pierre Alexandre                              | Citroën ID                                    | EUR                                           |
| 1960                                            | 29ème Rallye Automobile Monte-Carlo           | Walter Schock                                 | Rolf Moll                                     | Mercedes 220SE                                | EUR                                           |
| 1961                                            | 30ème Rallye Automobile Monte-Carlo           | Maurice Martin                                | Roger Bateau                                  | Panhard PL17                                  | EUR                                           |
| 1962                                            | 31ème Rallye Automobile Monte-Carlo           | Erik Carlsson                                 | Gunnar Häggbom                                | Saab 96                                       | EUR                                           |
| 1963                                            | 32ème Rallye Automobile Monte-Carlo           | Erik Carlsson                                 | Gunnar Palm                                   | Saab 96                                       | EUR                                           |
| 1964                                            | 33ème Rallye Automobile Monte-Carlo           | Paddy Hopkirk                                 | Henry Liddon                                  | Mini Cooper S                                 | EUR                                           |
| 1965                                            | 34ème Rallye Automobile Monte-Carlo           | Timo Mäkinen                                  | Paul Easter                                   | Mini Cooper S                                 | EUR                                           |
| 1966                                            | 35ème Rallye Automobile Monte-Carlo           | Pauli Toivonen                                | Ensio Mikander                                | Citroën ID                                    | EUR                                           |
| 1967                                            | 36ème Rallye Automobile Monte-Carlo           | Rauno Aaltonen                                | Henry Liddon                                  | Mini Cooper S                                 | EUR                                           |
| 1968                                            | 37ème Rallye Automobile Monte-Carlo           | Vic Elford                                    | David Stone                                   | Porsche 911 T                                 | EUR                                           |
| 1969                                            | 38ème Rallye Automobile Monte-Carlo           | Björn Waldegård                               | Lars Helmer                                   | Porsche 911 S                                 | EUR                                           |
| 1970                                            | 39ème Rallye Automobile Monte-Carlo           | Björn Waldegård                               | Lars Helmer                                   | Porsche 911 S                                 | INT                                           |
| 1971                                            | 40ème Rallye Automobile Monte-Carlo           | Ove Andersson                                 | David Stone                                   | Alpine A110                                   | INT                                           |
| 1972                                            | 41ème Rallye Automobile Monte-Carlo           | Sandro Munari                                 | Mario Manucci                                 | Lancia Fulvia 1.6 HF                          | INT                                           |
| 1973                                            | 42ème Rallye Automobile Monte-Carlo           | Jean-Claude Andruet                           | Michele Petit "Biche"                         | Alpine A110                                   | WRC                                           |
| 1974                                            | Carrera suspendida por la crisis del petróleo | Carrera suspendida por la crisis del petróleo | Carrera suspendida por la crisis del petróleo | Carrera suspendida por la crisis del petróleo | Carrera suspendida por la crisis del petróleo |
| 1975                                            | 43ème Rallye Automobile Monte-Carlo           | Sandro Munari                                 | Mario Manucci                                 | Lancia Stratos HF                             | WRC                                           |
| 1976                                            | 44ème Rallye Automobile Monte-Carlo           | Sandro Munari                                 | Mario Manucci                                 | Lancia Stratos HF                             | WRC                                           |
| 1977                                            | 45ème Rallye Automobile Monte-Carlo           | Sandro Munari                                 | Silvio Maiga                                  | Lancia Stratos HF                             | WRC                                           |
| 1978                                            | 46ème Rallye Automobile Monte-Carlo           | Jean-Pierre Nicolas                           | Vincent Laverne                               | Porsche 911 Carrera                           | WRC                                           |
| 1979                                            | 47ème Rallye Automobile Monte-Carlo           | Bernard Darniche                              | Alain Mahe                                    | Lancia Stratos HF                             | WRC                                           |
| 1980                                            | 48ème Rallye Automobile Monte-Carlo           | Walter Röhrl                                  | Christian Geistdorfer                         | Fiat 131 Abarth                               | WRC                                           |
| 1981                                            | 49ème Rallye Automobile Monte-Carlo           | Jean Ragnotti                                 | Jean-Marc Andrie                              | Renault 5 Turbo                               | WRC                                           |
| 1982                                            | 50ème Rallye Automobile Monte-Carlo           | Walter Röhrl                                  | Christian Geistdorfer                         | Opel Ascona 400                               | WRC                                           |
| 1983                                            | 51ème Rallye Automobile Monte-Carlo           | Walter Röhrl                                  | Christian Geistdorfer                         | Lancia 037 Rally                              | WRC                                           |
| 1984                                            | 52ème Rallye Automobile Monte-Carlo           | Walter Röhrl                                  | Christian Geistdorfer                         | Audi Quattro                                  | WRC                                           |
| 1985                                            | 53ème Rallye Automobile Monte-Carlo           | Ari Vatanen                                   | Terry Harryman                                | Peugeot 205 Turbo 16                          | WRC                                           |
| 1986                                            | 54ème Rallye Automobile Monte-Carlo           | Henri Toivonen                                | Sergio Cresto                                 | Lancia Delta S4                               | WRC                                           |
| 1987                                            | 55ème Rallye Automobile Monte-Carlo           | Miki Biasion                                  | Tiziano Siviero                               | Lancia Delta HF 4WD                           | WRC                                           |
| 1988                                            | 56ème Rallye Automobile Monte-Carlo           | Bruno Saby                                    | Jean-Franþois Fauchille                       | Lancia Delta HF 4WD                           | WRC                                           |
| 1989                                            | 57ème Rallye Automobile Monte-Carlo           | Miki Biasion                                  | Tiziano Siviero                               | Lancia Delta HF Integrale                     | WRC                                           |
| 1990                                            | 58ème Rallye Automobile Monte-Carlo           | Didier Auriol                                 | Bernard Occelli                               | Lancia Delta HF Integrale 16v                 | WRC                                           |
| 1991                                            | 59ème Rallye Automobile Monte-Carlo           | Carlos Sainz                                  | Luis Moya                                     | Toyota Celica GT4                             | WRC                                           |
| 1992                                            | 60ème Rallye Automobile Monte-Carlo           | Didier Auriol                                 | Bernard Occelli                               | Lancia Delta HF Integrale 16v Evo.            | WRC                                           |
| 1993                                            | 61ème Rallye Automobile Monte-Carlo           | Didier Auriol                                 | Bernard Occelli                               | Toyota Celica Turbo 4WD                       | WRC                                           |
| 1994                                            | 62ème Rallye Automobile Monte-Carlo           | François Delecour                             | Daniel Grataloup                              | Ford Escort RS Cosworth                       | WRC                                           |
| 1995                                            | 63ème Rallye Automobile Monte-Carlo           | Carlos Sainz                                  | Luis Moya                                     | Subaru Impreza WRX                            | WRC                                           |
| 1996                                            | 64ème Rallye Automobile Monte-Carlo           | Patrick Bernardini                            | Bernard Occelli                               | Ford Escort RS Cosworth                       | C2L                                           |
| 1997                                            | 65ème Rallye Automobile Monte-Carlo           | Piero Liatti                                  | Fabrizia Pons                                 | Subaru Impreza WRC97                          | WRC                                           |
| 1998                                            | 66ème Rallye Automobile Monte-Carlo           | Carlos Sainz                                  | Luis Moya                                     | Toyota Corolla WRC                            | WRC                                           |
| 1999                                            | 67ème Rallye Automobile Monte-Carlo           | Tommi Mäkinen                                 | Risto Mannisenmäki                            | Mitsubishi Lancer Evo. VI                     | WRC                                           |
| 2000                                            | 68ème Rallye Automobile Monte-Carlo           | Tommi Mäkinen                                 | Risto Mannisenmäki                            | Mitsubishi Lancer Evo. VI                     | WRC                                           |
| 2001                                            | 69ème Rallye Automobile Monte-Carlo           | Tommi Mäkinen                                 | Risto Mannisenmäki                            | Mitsubishi Lancer Evo. VI                     | WRC                                           |
| 2002                                            | 70ème Rallye Automobile Monte-Carlo           | Tommi Mäkinen                                 | Risto Mannisenmäki                            | Subaru Impreza WRC                            | WRC                                           |
| 2003                                            | 71ème Rallye Automobile Monte-Carlo           | Sébastien Loeb                                | Daniel Elena                                  | Citroën Xsara WRC                             | WRC                                           |
| 2004                                            | 72ème Rallye Automobile Monte-Carlo           | Sébastien Loeb                                | Daniel Elena                                  | Citroën Xsara WRC                             | WRC                                           |
| 2005                                            | 73ème Rallye Automobile Monte-Carlo           | Sébastien Loeb                                | Daniel Elena                                  | Citroën Xsara WRC                             | WRC                                           |
| 2006                                            | 74ème Rallye Automobile Monte-Carlo           | Marcus Grönholm                               | Timo Rautianen                                | Ford Focus WRC                                | WRC                                           |
| 2007                                            | 75ème Rallye Automobile Monte-Carlo           | Sébastien Loeb                                | Daniel Elena                                  | Citroën C4 WRC                                | WRC                                           |
| 2008                                            | 76ème Rallye Automobile Monte-Carlo           | Sébastien Loeb                                | Daniel Elena                                  | Citroën C4 WRC                                | WRC                                           |
| 2009                                            | 77ème Rallye Automobile Monte-Carlo           | Sébastien Ogier                               | Julien Ingrassia                              | Peugeot 207 S2000                             | IRC                                           |
| 2010                                            | 78ème Rallye Automobile Monte-Carlo           | Mikko Hirvonen                                | Jarmo Lehtinen                                | Ford Fiesta S2000                             | IRC                                           |
| 2011                                            | 79ème Rallye Automobile Monte-Carlo           | Bryan Bouffier                                | Xavier Panseri                                | Peugeot 207 S2000                             | IRC                                           |
| 2012                                            | 80ème Rallye Automobile Monte-Carlo           | Sebastien Loeb                                | Daniel Elena                                  | Citroën DS3 WRC                               | WRC                                           |
| 2013                                            | 81ème Rallye Automobile Monte-Carlo           | Sébastien Loeb                                | Daniel Elena                                  | Citroën DS3 WRC                               | WRC                                           |
| 2014                                            | 82ème Rallye Automobile Monte-Carlo           | Sébastien Ogier                               | Julien Ingrassia                              | Volkswagen Polo R WRC                         | WRC                                           |
| 2015                                            | 83ème Rallye Automobile Monte-Carlo           | Sébastien Ogier                               | Julien Ingrassia                              | Volkswagen Polo R WRC                         | WRC                                           |
| 2016                                            | 84ème Rallye Automobile Monte-Carlo           | Sébastien Ogier                               | Julien Ingrassia                              | Volkswagen Polo R WRC                         | WRC                                           |
| 2017                                            | 85ème Rallye Automobile Monte-Carlo           | Sébastien Ogier                               | Julien Ingrassia                              | Ford Fiesta WRC                               | WRC                                           |
| 2018                                            | 86ème Rallye Automobile Monte-Carlo           | Sébastien Ogier                               | Julien Ingrassia                              | Ford Fiesta WRC                               | WRC                                           |
| 2019                                            | 87ème Rallye Automobile Monte-Carlo           | Sébastien Ogier                               | Julien Ingrassia                              | Citroën C3 WRC                                | WRC                                           |
| 2020                                            | 88ème Rallye Automobile Monte-Carlo           | Thierry Neuville                              | Nicolas Gilsoul                               | Hyundai i20 Coupe WRC                         | WRC                                           |
| 2021                                            | 89ème Rallye Automobile Monte-Carlo           | Sébastien Ogier                               | Julien Ingrassia                              | Toyota Yaris WRC                              | WRC                                           |
| 2022                                            | 90ème Rallye Automobile Monte-Carlo           | Sébastien Loeb                                | Isabelle Galmiche                             | Ford Puma Rally1                              | WRC                                           |
| 2023                                            | 91ème Rallye Automobile Monte-Carlo           | Sébastien Ogier                               | Vincent Landais                               | Toyota GR Yaris Rally1                        | WRC                                           |
| 2024                                            | 92ème Rallye Automobile Monte-Carlo           | Thierry Neuville                              | Martijn Wydaeghe                              | Hyundai i20 N Rally1                          | WRC                                           |
| 2025                                            | 93ème Rallye Automobile Monte-Carlo           | Sébastien Ogier                               | Vincent Landais                               | Toyota GR Yaris Rally1                        | WRC                                           |
| [ 15 ] [ 16 ] [ 17 ]                            |                                               |                                               |                                               |                                               |                                               |

### Ganadores
Esta prueba ha sido dominada, desde que entró en el mundial, por pilotos expertos en asfalto, principalmente pilotos latinos (españoles, franceses e italianos): Carlos Sainz, Sebastien Loeb, Bruno Saby, Miki Biasion,  Sandro Munari, Didier Auriol o Francois Delecour han ganado en alguna ocasión.
Los pilotos con más victorias en Montecarlo son:
| # | Piloto          | Victorias | Años                                                       |
| - | --------------- | --------- | ---------------------------------------------------------- |
| 1 | Sébastien Ogier | 10        | 2009, 2014, 2015, 2016, 2017, 2018, 2019, 2021, 2023, 2025 |
| 2 | Sebastien Loeb  | 8         | 2003, 2004, 2005, 2007, 2008, 2012, 2013, 2022             |
| 3 | Walter Röhrl    | 4         | 1980, 1982, 1983, 1984                                     |
| 3 | Sandro Munari   | 4         | 1972, 1975, 1976, 1977                                     |
| 3 | Tommi Mäkinen   | 4         | 1999, 2000, 2001, 2002                                     |
| 6 | Jean Trévoux    | 3         | 1939, 1949, 1951                                           |
| 6 | Didier Auriol   | 3         | 1990, 1992, 1993                                           |
| 6 | Carlos Sainz    | 3         | 1991, 1995, 1998                                           |

## Rally de Montecarlo Histórico

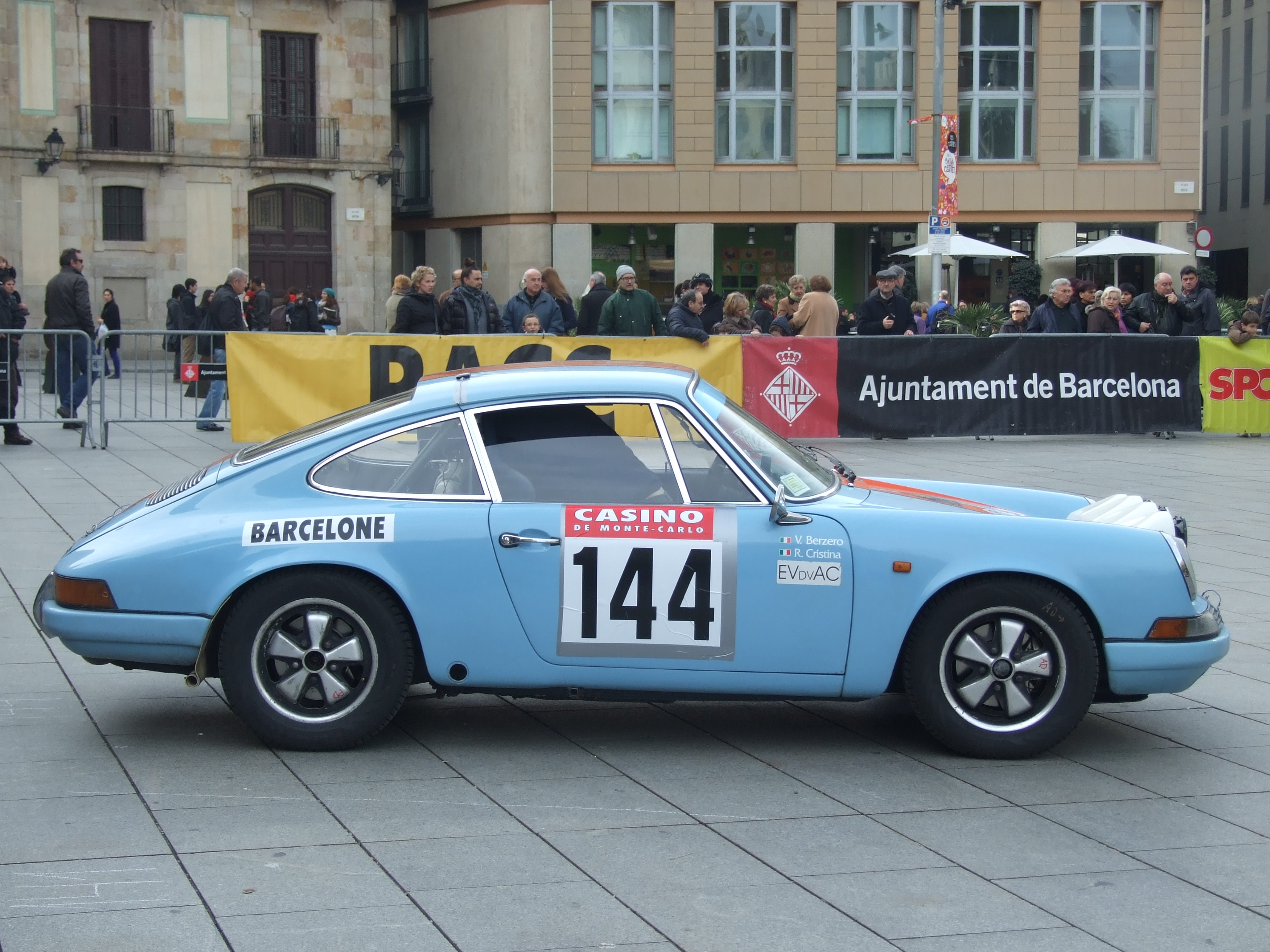
Rallye Monte Carlo Historique 2013 - Barcelona

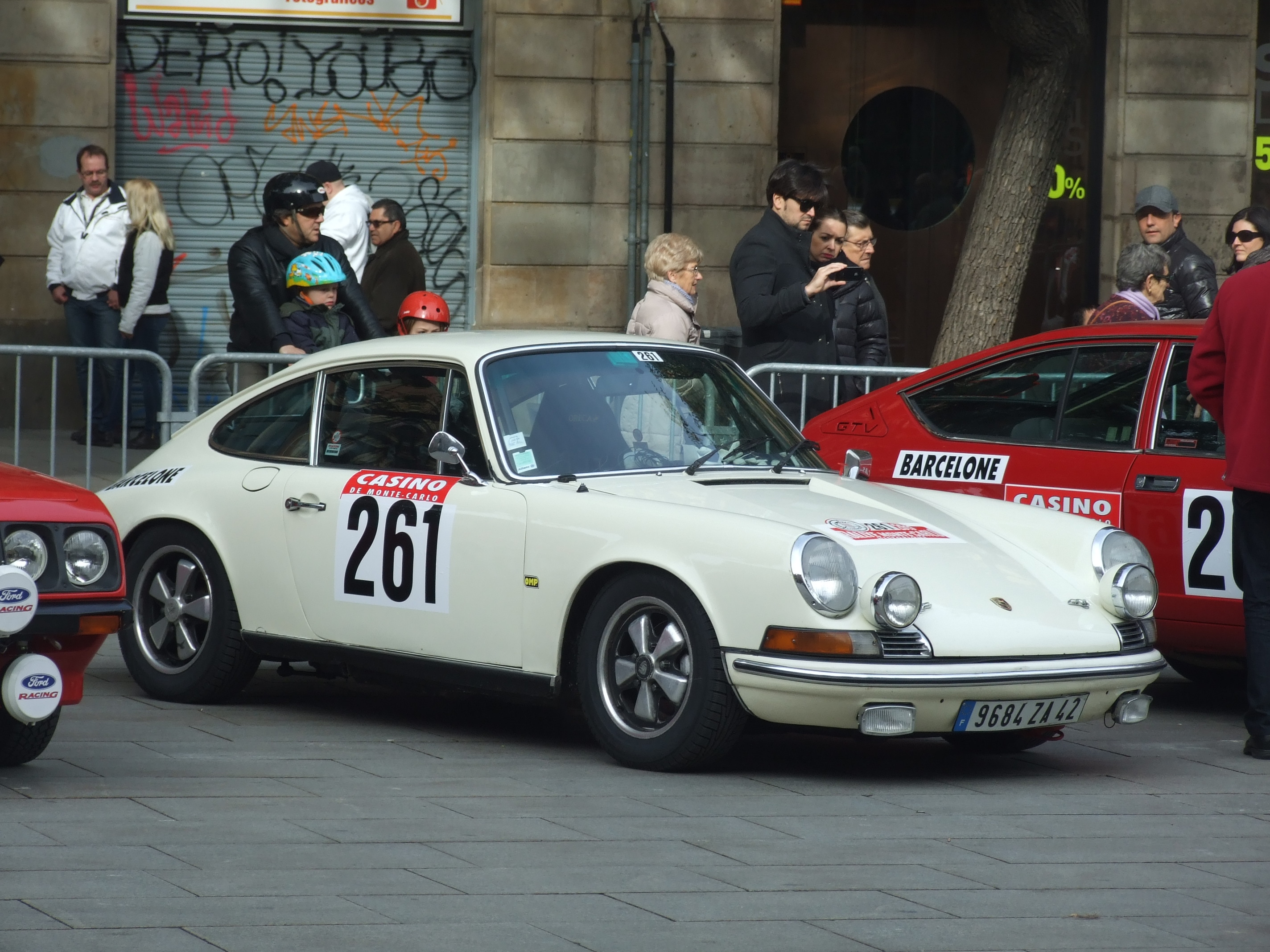
Porsche en el Rallye Monte Carlo Historique 2013 - Barcelona

El Montecarlo Histórico lleva celebrándose desde el año 1998 con un formato similar al Montecarlo tradicional y está limitado a automóviles que han participado en la prueba entre 1955 y 1980.
Los coches más habituales dentro de este certamen son el Porsche 911, Mini Cooper S, Volkswagen Golf GTI, Lancia Fulvia, BMW 2002 o Ford Escort.
Grandes pilotos como Walter Röhrl, Rauno Aaltonen, Jean Ragnotti o Bruno Saby son algunos de los participantes de esta modalidad.
| Año  | Edición                                        | Piloto                                         | Copiloto                                       | Vehículo                  |
| ---- | ---------------------------------------------- | ---------------------------------------------- | ---------------------------------------------- | ------------------------- |
| 1998 | 1. Rallye Monte-Carlo Historique               | Patrick Lebon                                  | Robert Vandevorst                              | Alfa Romeo 2000 GT        |
| 1999 | 2. Rallye Monte-Carlo Historique               | Daniel Cool                                    | Robert Rorife                                  | Porsche 911               |
| 2000 | 3. Rallye Monte-Carlo Historique               | Ake Gustavsson                                 | Tom Granli                                     | Mercedes Benz 300 SE      |
| 2001 | 4. Rallye Monte-Carlo Historique               | Phillipp Armstrong                             | Frank Hussey                                   | Mercedes Benz 220 SE      |
| 2002 | 5. Rallye Monte-Carlo Historique               | Otto Kristensen                                | Brita Kruse Kristensen                         | Lancia Fulvia 1,3 S       |
| 2003 | 6. Rallye Monte-Carlo Historique               | Jean Ferry                                     | Patrick Curti                                  | Autobianchi A112 Abarth   |
| 2004 | 7. Rallye Monte-Carlo Historique               | Monty Karlan                                   | Stein Roed                                     | Volvo 142                 |
| 2005 | 8. Rallye Monte-Carlo Historique               | Marco Aghem                                    | Stefano Delfino                                | Lancia Fulvia 1600 HF     |
| 2006 | 9. Rallye Monte-Carlo Historique               | Jean-Jacques Compas                            | Didier Buhot                                   | Porsche 914/6             |
| 2007 | 10. Rallye Monte-Carlo Historique              | Alain Lopes                                    | Joseph Lambert                                 | Porsche 911 Carrera 2.7   |
| 2008 | 11. Rallye Monte-Carlo Historique              | Ernst Jüntgen                                  | Marcus Müller                                  | Mercedes-Benz 300 SE      |
| 2009 | 12. Rallye Monte-Carlo Historique              | Svein Lund                                     | Tore Fredriksen                                | Datsun 240 Z              |
| 2010 | 13. Rallye Monte-Carlo Historique              | Jose Lareppe                                   | Joseph Lambert                                 | Opel Kadett GTE           |
| 2011 | 14. Rallye Monte-Carlo Historique              | Mario Sala                                     | Maurizio Torlasco                              | Porsche 911               |
| 2012 | 15. Rallye Monte-Carlo Historique              | Jose Lareppe                                   | Joseph Lambert                                 | Opel Kadett GTE           |
| 2013 | 16. Rallye Monte-Carlo Historique              | Gérard Brianti                                 | Sébastien Chol                                 | Alpine Renault A110 1600S |
| 2014 | 17. Rallye Monte-Carlo Historique              | Jose Lareppe                                   | David Lieven                                   | Opel Kadett GTE           |
| 2015 | 18. Rallye Monte-Carlo Historique              | Piero Lorenzo ZANCHI                           | Giovanni AGNESE                                | Volkswagen Golf GTI       |
| 2016 | 19. Rallye Monte-Carlo Historique              | Daniele PERFETTI                               | Ronnie KESSEL                                  | Alpine Renault A110 1600S |
| 2017 | 20. Rallye Monte-Carlo Historique              | Michel DECREMER                                | Yannick ALBERT                                 | Opel Ascona 2000          |
| 2018 | 21. Rallye Monte-Carlo Historique              | Gianmaria AGHEM                                | Diego CUMINO                                   | Lancia Fulvia Coupe 1200  |
| 2019 | 22. Rallye Monte-Carlo Historique              | Michel BADOSA                                  | Mogens REIDL                                   | Renault 8                 |
| 2020 | 23. Rallye Monte-Carlo Historique              | Henrik BJERREGAARD                             | Jaromir SVEC                                   | Ford Escort RS2000 MkII   |
| 2021 | No celebrado debido a la pandemia de COVID-19. | No celebrado debido a la pandemia de COVID-19. | No celebrado debido a la pandemia de COVID-19. |                           |
| 2022 | 24. Rallye Monte-Carlo Historique              | Philippe CORNET DE WAYS                        | Antoine CORNET DE WAYS                         | Porsche 911               |
| 2023 | 25. Rallye Monte-Carlo Historique              | Claudio ENZ                                    | Cristina SEEBERGER                             | Lancia Fulvia             |

## En la cultura popular
- El Rally de Montecarlo sirvió de inspiración para la película de 1969 Monte Carlo or bust, o para la película de 1977 Herbie Goes to Monte Carlo de la saga del famoso VW Beetle Herbie.